# Makita Samba
Pour les articles homonymes, voir Samba.
Makita Samba est un acteur français d'origine congolaise, né en 1987 à Paris et neveu de Dieudonné Kabongo.

## Biographie
Il s’essaie au théâtre au lycée, mais entreprend d'abord des études de droit avant de s'inscrire au Cours Florent en classe libre en 2008, puis Conservatoire national supérieur d’art dramatique de 2012 à 2015. Il débute au théâtre au sein de la compagnie Les Âmes visibles, puis au cinéma en 2011 dans À moi seule. Il apparait dans des séries télévisées (No Limit, Munch, Candice Renoir) avoir d'obtenir son premier grand rôle dans le film historique Angelo (de) en 2018,mais il est surtout remarqué trois ans plus tard dans Les Olympiades, réalisé par Jacques Audiard, son rôle lui valant une nomination pour le César du meilleur espoir masculin.
En 2024, il tient un des premiers rôles du film L’Affaire de l’esclave Furcy réalisé par Abd al Malik, où il joue le rôle de cet ancien esclave noir amoureux d'une jeune femme blanche interprétée par Ana Girardot.

## Filmographie
Sauf indication contraire, les informations mentionnées dans cette section peuvent être confirmées par les bases de données cinématographiques IMDb et Allociné,  présentes dans la section « Liens externes ».

### Cinéma

#### Longs métrages
- 2012 : À moi seule de Frédéric Videau : Timothée
- 2014 : Mon amie Victoria de Jean-Paul Civeyrac : l'ami de Sam
- 2017 : L'Amant d'un jour de Philippe Garrel
- 2018 : Angelo (de) de Markus Schleinzer : Angelo 4
- 2021 : Les Olympiades de Jacques Audiard : Camille Germain
- 2022 : The Bunker Game de Roberto Zazzara : Marcus
- 2023 : Avant que les flammes ne s'éteignent de Mehdi Fikri : Maître Yanis Harchi
- 2024 : Quelques jours pas plus de Julie Navarro : Hassan
- 2025 : L’Affaire de l’esclave Furcy de Abd al Malik : Furcy
- 2025 : Prosper de Yohann Gloaguen : Joachim Kassongo dit King
- 2025 : Kika d'Alexe Poukine : David

#### Courts métrages
- 2012 : Diagonale du vide d'Hubert Charuel : Fresh
- 2013 : Tripaliare de Xavier Hervo
- 2016 : La Nuit d'Emile de Camille Picquet
- 2020 : Paul Great Again de Thibaut Oskian
- 2020 : Etoile rouge de Yohan Manca : jeune conseiller
- 2023 : It's Gonna Be Okay de Thibaut Buccellato

### Télévision
- 2012-2015 : No Limit (série télévisée), 19 épisodes : Arthur Lefranc
- 2013 : Le Débarquement (série télévisée)
- 2016 : Candice Renoir (série télévisée), saison 4, 3 épisodes : Kévin Slami
- 2023 : Le Premier venu de Michel Leclerc (téléfilm) : Félicien